# Rhyssemus maximus
Rhyssemus maximus är en skalbaggsart som beskrevs av Clouet 1901. Rhyssemus maximus ingår i släktet Rhyssemus och familjen Aphodiidae. Inga underarter finns listade i Catalogue of Life.